# Tiempo y hora
Tiempo y hora es una serie española de televisión, emitida por TVE en la temporada 1965-1967, con guiones y realización de Jaime de Armiñán.

## Argumento
Una de las más aclamadas realizaciones de Armiñán para la pequeña pantalla fue una suerte de prolongación de otro gran éxito del director y guionista emitida la temporada anterior: Confidencias, manteniendo el elenco de actores (Ferrandis, Landa, Baró...más Sonia Bruno).
Al igual que su predecesora, narra, en tono costumbrista, historias cotidianas de la España de 1960, sin esconder una crítica mordaz contra los valores morales y sociales entonces imperantes. Todo ello con un hilo conductor: la importancia del paso del tiempo en nuestras vidas, desde diferentes perspectivas.

## Listado de episodios (parcial)
| - Decir que no - 10 de octubre de 1965 - Rafaela Aparicio - Emilio Laguna - Elena María Tejeiro - 17 de octubre de 1965 - - José Bódalo - Emilio Laguna - Luis Morris - José María Prada - 500 temas - 24 de octubre de 1965 - Mer Casas - María Luisa Merlo - José María Prada - La juerga - 30 de octubre de 1965 - Alicia Hermida - Emilio Laguna - José María Prada - Partir de cero - 7 de noviembre de 1965 - Irene Gutiérrez Caba - Julia Gutiérrez Caba - Pepita Otero - José María Prada - Fernando Rey - Agua pasada - 14 de noviembre de 1965 - Víctor Fuentes - Emilio Gutiérrez Caba - Emilio Laguna - Joaquín Molina - Fernando Rey - Frente a frente - 21 de noviembre de 1965 - Mer Casas - Félix Dafauce - Alicia Hermida - María Luisa Merlo - Luis Morris - Francisco Piquer - La señorita Álvarez - 28 de noviembre de 1965 - Joaquín Molina - Luis Morris - José María Prada - Julia Trujillo - La cita - 26 de diciembre de 1965 - Lola Gálvez - Emilio Laguna - El hombre de la palomas blancas - 16 de enero de 1966 - Marisa Porcel - Julia Trujillo - Por culpa de nadie - 22 de enero de 1966 - Sonia Bruno - Antonio Ferrandis - Emilio Laguna - Erasmo Pascual - Magda Rotger - La viuda - 30 de enero de 1966 - María Fernanda D'Ocón - Irene Gutiérrez Caba - Pilar Velázquez - Como en un desierto - 6 de febrero de 1966 - María José Goyanes - María Granada - Emilio Laguna - Luis Morris - Paco Valladares - Algunos vuelven - 13 de febrero de 1966 - Irán Eory - Juanjo Menéndez - Fernando Rey - La cigarra y la hormiga - 26 de febrero de 1966 - José Bódalo - Fernando Rey - Farsa de la escoba - 6 de marzo de 1966 - Mer Casas - Fernando Rey - Nuria Torray - Julia Trujillo - Mujeres - 20 de marzo de 1966 - Mer Casas - Irán Eory - Irene Gutiérrez Caba - Luis Morris - Julia Trujillo - La casualidad - 27 de marzo de 1966 - Nuria Carresi - Fiorella Faltoyano - Julia Gutiérrez Caba - Nuria Torray - La mano en la frente - 9 de abril de 1966 - Emilio Gutiérrez Caba - Irene Gutiérrez Caba - Julia Gutiérrez Caba | - Una vieja criada de casa - 17 de abril de 1966 - Lola Gálvez - Lola Lemos - Julia Trujillo - El Príncipe Ernesto - 5 de junio de 1966 - Mer Casas - Irán Eory - Juanjo Menéndez - Luis Morris - José María Prada - Fernando Rey - El último toro - 12 de junio de 1966 - Irene Gutiérrez Caba - Francisco Piquer - Fernando Rey - Sólo hay un motor - 19 de junio de 1966 - Gemma Cuervo - José María Prada - Carta a Julia - 25 de junio de 1966 - José María Rodero - Viejas cartas - 2 de octubre de 1966 - Leo Anchóriz - Gloria Cámara - Fernando Rey - La vuelta de un hombre - 9 de octubre de 1966 - José Bódalo - Mer Casas - La señorita - 16 de octubre de 1966 - Lola Gálvez - Irene Gutiérrez Caba - Alicia Hermida - El señor Taylor - 23 de octubre de 1966 - Víctor Fuentes - Luis Morris - Montserrat Noé - Francisco Piquer - Fernando Rey - Fábula sin moraleja - 30 de octubre de 1966 - José Bódalo - Luis Morris - 6 de noviembre de 1966 - José Bódalo - Irene Gutiérrez Caba - Alicia Hermida - Domingo - 13 de noviembre de 1966 - Irán Eory - Julia Gutiérrez Caba - Luis Morris - Francisco Piquer - Mala suerte, buena suerte - 20 de noviembre de 1966 - Irán Eory - Alicia Hermida - Emilio Laguna - Mariano Ozores - José María Prada - Marta Puig - Di lo que estás pensando - 27 de noviembre de 1966 - Paloma Pagés - Concha Velasco - Cuando truena - 11 de diciembre de 1966 - Emilio Laguna - José María Prada - José Sazatornil - Recordando a Don Julio - 18 de diciembre de 1966 - Lola Gálvez - Emilio Gutiérrez Caba - Marisa Paredes - Julia Trujillo - Ustedes los jóvenes - 1966 - Gemma Cuervo - Lola Gálvez - Carmen Martínez Sierra - Luis Peña - Magda Rotger - Días de haber - 1 de enero de 1967 - José Bódalo - Marisa Paredes - Erasmo Pascual - José María Prada - Como un espejo que no existirá - 12 de febrero de 1967 - Leo Anchóriz - Julia Gutiérrez Caba - La cara - 12 de marzo de 1967 - Víctor Fuentes - Lola Gálvez - Irene Gutiérrez Caba - Julia Gutiérrez Caba |

## Premios
- Mejor guionista televisivo para Jaime de Armiñán, en galardón otorgado por el diario Tele Express.

## Curiosidades
- En 1966 se publicaron los guiones de algunos de los episodios en un libro titulado precisamente Tiempo y hora, que contó con el prólogo de Adolfo Marsillach.
- Fotogramas de Plata (1965) al Mejor intérprete de televisión: Antonio Ferrandis.
- Fotogramas de Plata (1966) al Mejor intérprete de televisión: Irene Gutiérrez Caba.